# Recep Tayyip Erdoğan Stadyumu
Recep Tayyip Erdoğan Stadyumu – stadion piłkarski w Stambule, w Turcji. Może pomieścić 14 234 widzów. Swoje spotkania rozgrywają na nim piłkarze klubu Kasımpaşa SK. Obiekt nosi imię prezydenta Turcji, Recepa Tayyipa Erdoğana.